# Musa'id bin Abdulaziz Al Saud
Musa'id bin Abdul Aziz Al Saud (1923-19 de agosto de 2013) fue un miembro de la Casa de Saud. Fue el duodécimo hijo del rey Abdulaziz, fundador de Arabia Saudita. Él fue el padre de Faisal bin Musaid quien fue el asesino del rey Faisal de Arabia Saudita.

## Biografía
Nació en 1923 como el hijo del sultán de Nejd, que posteriormente se convertiría en el Rey Abdulaziz de Arabia Saudí y Jawhara bint Saad bin Abdul Muhsin al Sudairi. Tenía dos hermanos, el príncipe Saad, príncipe Abdul Muhsin y una hermana de Al Bandari bint Abdulaziz Al Saud. Su madre era un miembro de la familia al Sudairi. De hecho, Jawhara al Sudairi estaba casado con Saad bin Abdul Rahman, quien era hermano carnal del Rey Abdulaziz. Tras la muerte de Saad, en 1916, se casó con el Rey Abdulaziz. Jawhara bint Saad era la hermana de Haya bint Saad quien también fue esposa del rey Abdulaziz y la madre del príncipe Badr, el príncipe Abdul Majid y el príncipe Abdul Illah.

### Matrimonio e hijos
Se casó con Watfa, hija de Muhammad bin Talal, el 12 (y último) Rashidi amir. Su hijo Faisal bin Musaid nació en Riad, el 4 de abril de 1944. Posteriormente se divorció de Watfa. Sus hijos e hijas por Watfa estaban mucho más cerca de sus parientes maternos Rashidi que sus parientes paternos, Al Saud.